# Боґуслав (Великопольське воєводство)
Боґуслав (пол. Bogusław) — село в Польщі, у гміні Голухув Плешевського повіту Великопольського воєводства.
У 1975-1998 роках село належало до Каліського воєводства.